# Стефан IV Молодий
Штефан (Сте́фан) IV Молоди́й (рум. Ştefan al IV-lea al) (1506–1527) — господар Молдови (20 квітня 1517 — 14 січня 1527) з роду Мушатовичів. Через малолітство був званий Штефаніце.
Нешлюбний син господаря Богдана III Сліпого, після смерті якого став господарем у віці 11 років. Через малолітство реґентом при ньому був портар Сучави Лука Арборе, який очолював боярську опозицію проти його батька, діда. Укладення мирної угоди з королем королівства Польщі Сиґізмундом I Старим у серпні 1518 р. спровокувало напад татар, відбитий ворником Петру Карабеце.
Після досягнення повноліття 1522 р. виступив проти великих бояр, стративши у квітні 1523 р. Арборе з синами. Спровокував повстання бояр, яке господареві вдалось придушити. Лютий 1526 р. напав на Валахію, змусивши господаря Раду видати бояр-змовників. Восени сутички з Валахією повторились.
Намагався зменшити впливи Османської імперії; брак державного досвіду, підтримки бояр не дозволив реалізувати ці плани.
Січень 1527 р. був отруєний дружиною в Хотині. Похований у монастирі Путна.
За його нешлюбного сина вважають Івана Воде Лютого.